# مختل أمريكي 2 (فلم)
المجنون الأمريكي 2 (بالإنجليزية: American Psycho 2) هو فيلم رعب، إثارة وفيلم مقتبس
أُصدر في 2002. الفيلم من إنتاج ليونزغيت هوم إنترتاينمنت ‏، ومن توزيع ليونزغيت هوم إنترتاينمنت ‏، وقد أخرجه مورغان ج. فريمان الفيلم مقتبسٌ من مختل أمريكي من تأليف بريت إيستون إيليس.

## القصة
يحكي الفلم قصة الفتاه راتشيل نيومان التي تدرس علم السلوك في كليه غرب واشنطن وهدفها ان تصبح المُساعده الأولى للاستاذ ستارك مان كي تستطيع ان تذهب إلى كوانتكو وهو برنامج الحكومة الفيدرالية للتدريب.
وهذا الجزء الثاني لفلم المخبول الأمريكي الذي كان من بطولة كريستيان بيل الذي يلعب دور (باتريك بيتمان) وهو مريض نفسي ومجنون ويبدء الجزء الثاني بعد قتل باتريك بيتمان على يد راتشيل نيومان عندما كانت صغيره بعد ان كان باتريك بيتمان يواعد مربيتها.

## طاقم التمثيل
- ميلا كونيس
- روبن دون
- ليندي بووث
- جيرينت وين ديفيز
- ويليام شانتر
- Kim Poirier [الإنجليزية]‏

## الإنتاج

### التصوير
صوّر الفيلم في تورونتو، وكان فانجا كيرنجول ‏ مديرًا لتصوير الفيلم.

### الموسيقى
موسيقى الفيلم التصويرية من تلحين نورمان أورنشتاين.

## وصلات خارجية
- مقالات تستعمل روابط فنية بلا صلة مع ويكي بيانات